# Villa Daumesnil
La villa Daumesnil est une voie située dans le quartier de Picpus du 12e arrondissement de Paris. Elle n'est pas accessible à la circulation automobile.

## Situation et accès
La villa Daumesnil est accessible par la ligne de métro 8 à la station Michel Bizot.

## Origine du nom

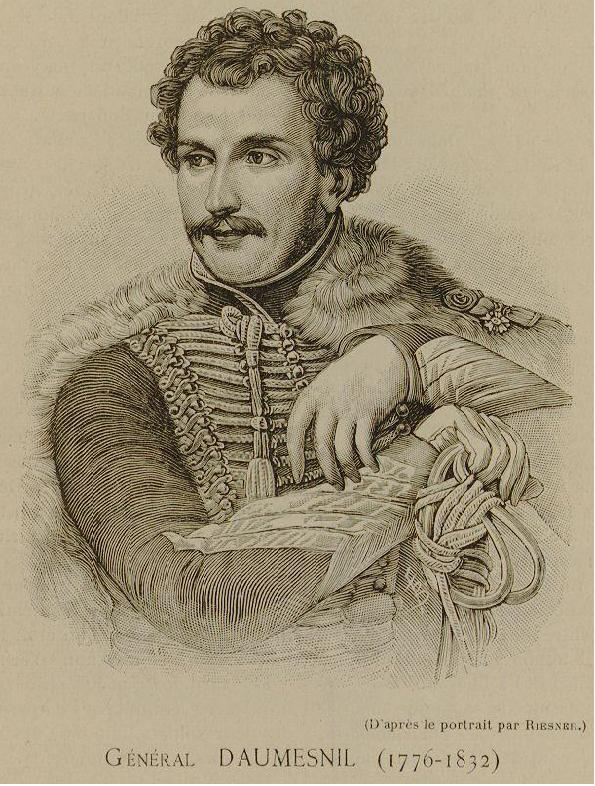
Le général Daumesnil.

Elle porte le nom du général d'Empire Pierre Daumesnil, en raison de sa proximité avec l'avenue éponyme.

## Historique
La construction des pavillons et de la villa a lieu durant la transformations de Paris sous le Second Empire.
Ancienne villa Napoléon, en référence à Napoléon III qui la fit ouvrir, elle prend son nom actuel en raison du voisinage de l'avenue Daumesnil sur laquelle elle débouche.
Adoptant des principes inspirés par les phalanstères de Charles Fourier et par l’Icarie d’Étienne Cabet, la voie dessert un ensemble de 41 pavillons destinés à l’usage des classes ouvrières, situés avenue Daumesnil.
Cet ensemble qui aurait été dessiné par l'Empereur et construit à ses frais comprend des maisons individuelles de 34 m2 formant un long immeuble de 2 étages au-dessus du rez-de-chaussée construit par une entreprise anglaise et donné à une société coopérative ouvrière.
Cette réalisation fut présentée à l’Exposition universelle de 1867 (villa Napoléon),.
En 1878-1881 la société coopérative fait surélever d'un étage et supprimer un escalier sur deux pour rentabiliser l'ensemble.